# Недбал, Милош
Милош Недбал (чеш. Miloš Nedbal; 28 мая 1906[…], Рожмиталь-под-Тршемшинем, Австро-Венгрия — 31 октября 1982[…], Прага[…]) — чешский актёр, театральный режиссёр и педагог. Заслуженный артист Чехословакии (1958), народный артист Чехословакии (1981).

## Биография
Милош Недбал родился в г. Рожмиталь-под-Тршемшинем в районе Пршибрам в Чехии (тогда в Австро-Венгрии). Он  коротко учился в юридическом факультете Карлова университета в Праге, а затем окончил учения в отделении драматического исполнительства Пражской консерватории. Дебютировал в театре в 1927 году в Праге, ещё перед окончанием консерватории. С 1942 года был преподавателем Пражской консерватории, а затем Академии музыкального искусства в Праге.
Похоронен на кладбище Малвазинки в Праге.

## Избранная фильмография
- 1932 — Деньги или жизнь / Peníze nebo život
- 1939 — Путь в глубины студенческой души / Cesta do hlubin študákovy duše
- 1940 — Прошлое Яны Козиновой / Minulost Jany Kosinové
- 1940 – Катакомбы / Katakomby
- 1942 — Городок на ладони / Městečko na dlani
- 1946 — 13-й участок / 13. revír
- 1947 — Неделя в тихом доме / Týden v tichém domě
- 1949 — Немая баррикада / Němá barikáda
- 1951 — Пекарь императора — Император пекаря / Císařův pekař a pekařův císař
- 1953 — Предупреждение / Výstraha
- 1955 — Танковая бригада / Tanková brigáda
- 1957 — Бравый солдат Швейк / Dobrý voják Švejk
- 1957 — Швейк на фронте / Poslusne hlásím
- 1957 — Нерешительный стрелок / Váhavý střelec
- 1957 — Пятое колесо в телеге / Páté kolo u vozu
- 1958 — Мораль пани Дульской / Morálka paní Dulské
- 1959 — Майские звёзды / Májové hvězdy
- 1959 — Ромео, Джульетта и тьма / Romeo, Julie a tma
- 1962 — Крепость на Рейне / Pevnost na Rýně
- 1964 — Лимонадный Джо / Limonádový Joe aneb Koňská opera
- 1964 — Ковер и мошенник / Čintamani & podvodník
- 1966 — Нагая пастушка / Nahá pastýrka
- 1974 — Выбор цели
- 1974 — Тридцать случаев майора Земана / Třicet případů majora Zemana
- 1975 — Покушение в Сараево / Sarajevský atentát
- 1977 — Больница на окраине города / Nemocnice na kraji města

## Признание
- 1958 — Заслуженный артист Чехословакии,
- 1966 — Кавалер чехословацкого ордена Труда,
- 1981 — Народный артист Чехословакии.